# Fosse no 1 des mines de Courrières
La fosse no 1 dite Poussière de la Compagnie des mines de Courrières est un ancien charbonnage du Bassin minier du Nord-Pas-de-Calais, situé à Courrières. Commencée en 1849, il s'agit de la première fosse exploitée dans le Pas-de-Calais, et située hors du Boulonnais, et la deuxième du « nouveau bassin », après la fosse no 1 de la Compagnie des mines de l'Escarpelle à Roost-Warendin. La fosse est prête en 1851, mais son exploitation n'est pas avantageuse. C'est d'ailleurs pour cette raison que la compagnie commence une deuxième fosse à Billy-Montigny en 1854.
Petit à petit, la fosse no 1 est utilisée principalement pour l'aérage des fosses nos 7 et 8, et surtout pour des travaux de recherche. L'extraction y est arrêtée en 1900, et la fosse ferme définitivement en 1914. Les installations sont par la suite détruites, à l'exception d'un atelier.
Un centre commercial est installé à proximité de la fosse. Au début du XXIe siècle, Charbonnages de France matérialise la tête de puits no 1, et y installe un exutoire de grisou. Le seul vestige de la fosse est un atelier reconverti en brasserie.

## La fosse

### Fonçage
La Société Bigo, future Compagnie des mines de Courrières, a découvert la houille au sondage de Courrières en 1849. Elle avait aussitôt ouvert une fosse no 1, près du sondage, avec le concours financier, le personnel et le matériel de la Compagnie des mines de Douchy. Il s'agit de la première fosse exploitée dans le Pas-de-Calais, et située hors du Boulonnais, et la deuxième du « nouveau bassin », après la fosse no 1 de la Compagnie des mines de l'Escarpelle à Roost-Warendin. Le fonçage du puits débute le 1er mars.
La fosse est entreprise le long de la route d'Arras à Carvin, à 1 100 mètres au sud du clocher de Courrières. L'orifice du puits est situé à l'altitude de 31,23 mètres,. Le niveau est passé sans difficultés à l'aide de deux pompes. Le cuvelage en bois s'étend de huit à 90 mètres de profondeur, le diamètre utile du puits est de 3,50 mètres. Le terrain houiller est atteint à la profondeur de 146,80 mètres,.

### Exploitation
Dès le mois d'octobre 1850, cette fosse a atteint la profondeur de 182 mètres et on y a rencontré, tant par le puits que par une bowette, trois veines exploitables. La fosse est terminée en 1851. En juillet 1851, on connait cinq veines exploitables, et les galeries de reconnaissance ont acquis un assez grand développement. La Compagnie a été autorisée à vendre les charbons que fournissent les travaux d'exploration. Le puits atteint la profondeur de 265 mètres de profondeur en octobre 1852.
L'exploitation de la fosse de Courrières n'est cependant pas avantageuse, les débuts sont laborieux : elle ne fournit annuellement que 12 000 à 20 000 tonnes de houille maigre, infestée de grisou, et quoique plus tard, par de longues galeries de recherches vers le sud, on y ait atteint des couches grasses, cette fosse n'a pour ainsi dire pas donné de résultats. Trois couches grasses sont exploitées, le charbon y est de bonne qualité, mais les veines sont peu épaisses. De nombreuses couches ont été rencontrées plus tard, et leur proportion de matières volatiles varie de 8 à 30 %. En même temps que la Compagnie Bigo poursuit ses travaux de la fosse de Courrières, elle exécute, en 1849 et 1850, six sondages pour la détermination du périmètre de la concession qu'elle sollicite, et, en 1853, un sondage no 14 par le procédé Kindt, à Billy-Montigny, en vue de l'ouverture d'une nouvelle fosse. Le succès de ce sondage est complet. On y fait des découvertes importantes, qui décident la Compagnie à percer un puits no 2 à côté, à 4 420 mètres au sud-ouest de la première fosse.
Dans les années 1890, les accrochages sont établis à 184, 211 et 231 mètres de profondeur, le puits est profond de 266,75 mètres. La fosse n'est plus utilisée pour l'extraction. L'étage de 184 mètres est utilisé pour l'aérage des fosses nos 7 et 8, respectivement situées à 1 840 mètres au sud-ouest et à 2 540 mètres au nord-nord-est.
L'extraction y cesse définitivement en 1900, la fosse continue d'être utilisée pour l'aérage, mais sert surtout aux recherches. Elle est abandonnée durant la Première Guerre mondiale.

### Reconversion
Un centre commercial est installé à proximité de la fosse. Au début du XXIe siècle, Charbonnages de France matérialise la tête de puits no 1, et y installe un exutoire de grisou. Le BRGM y effectue des inspections chaque année. Le seul vestige de la fosse est un ancien atelier reconverti en brasserie.

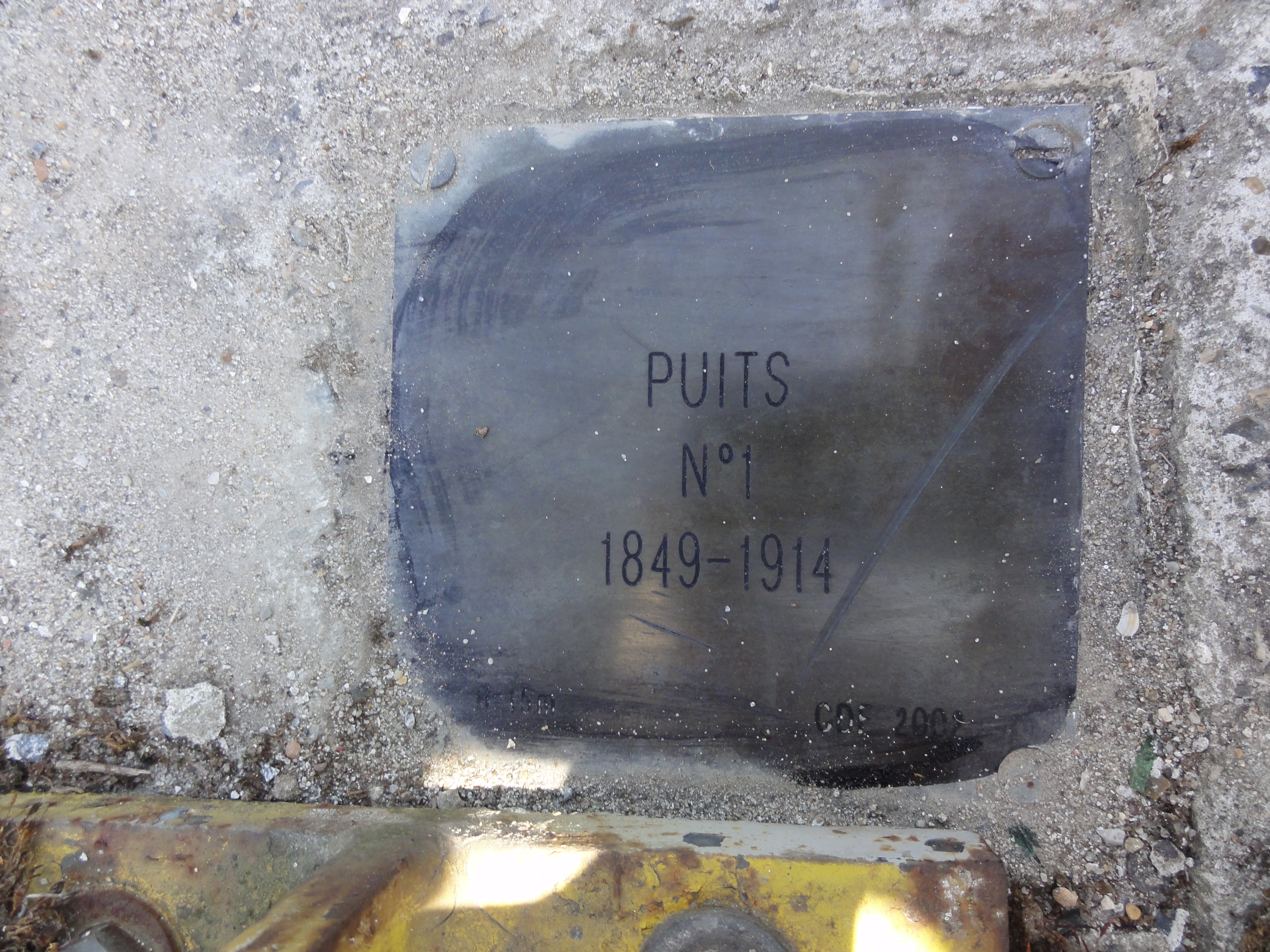
Puits no 1, 1849 - 1914.
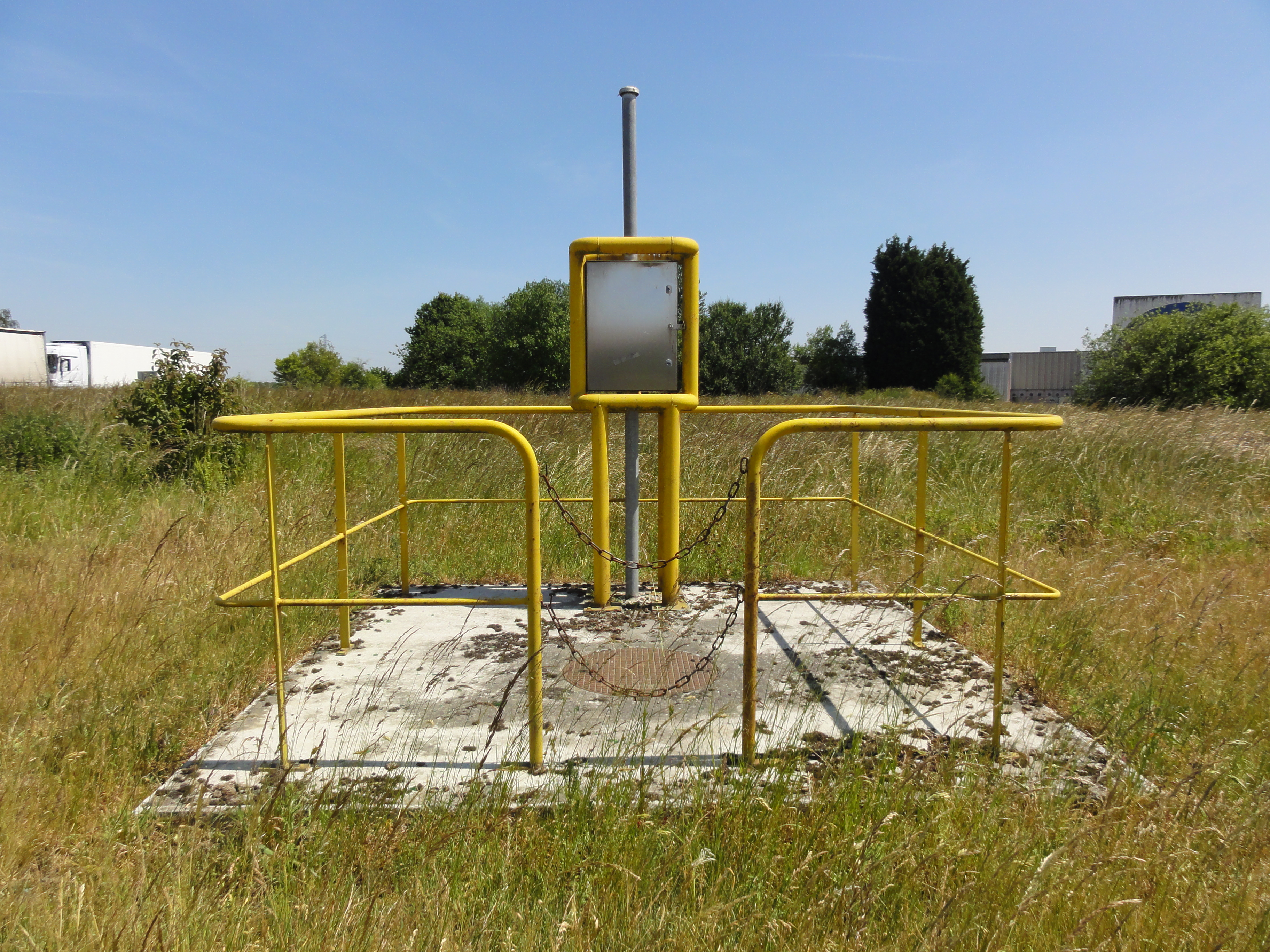
Le puits dans son environnement.
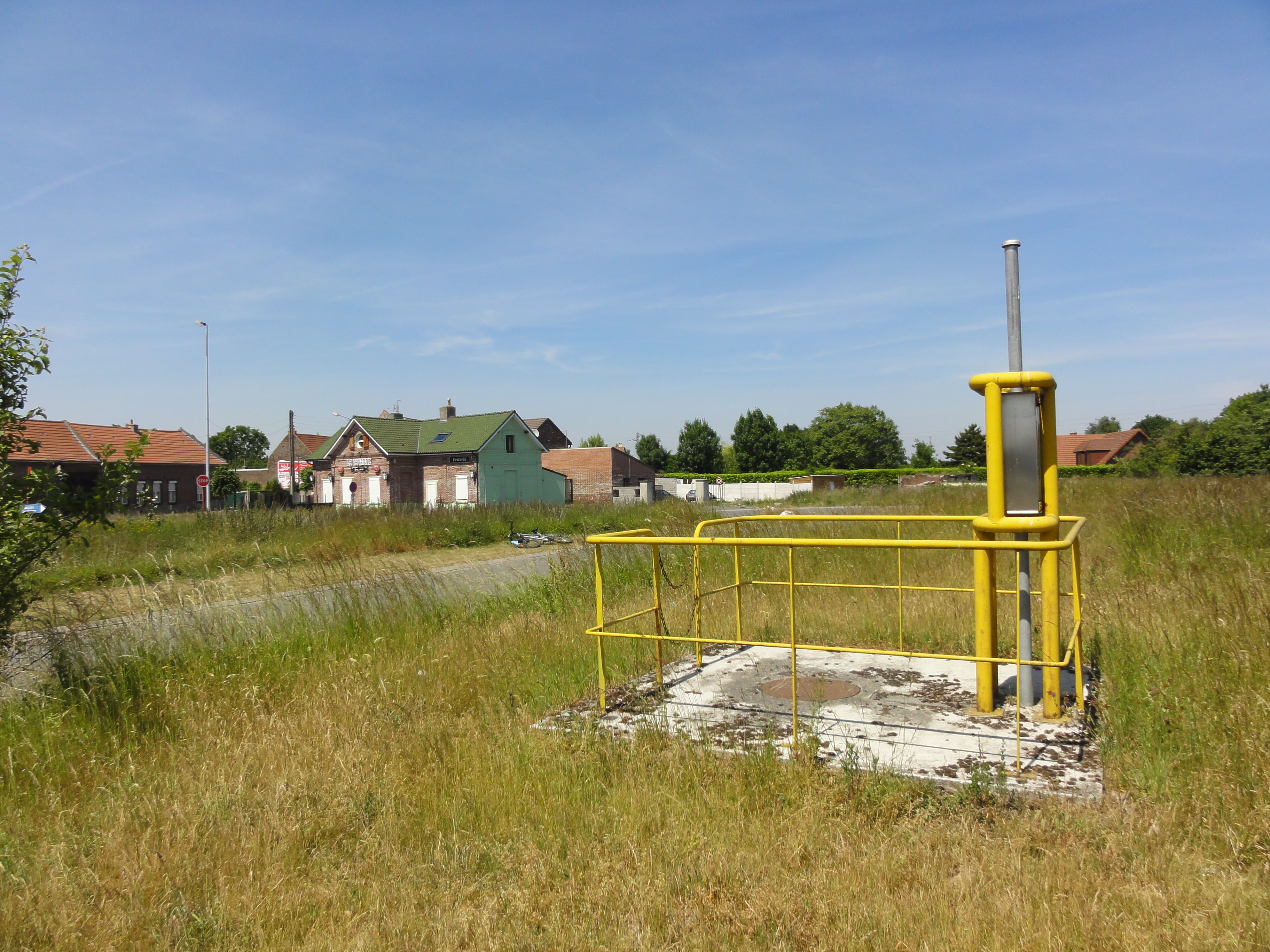
Le puits dans son environnement.
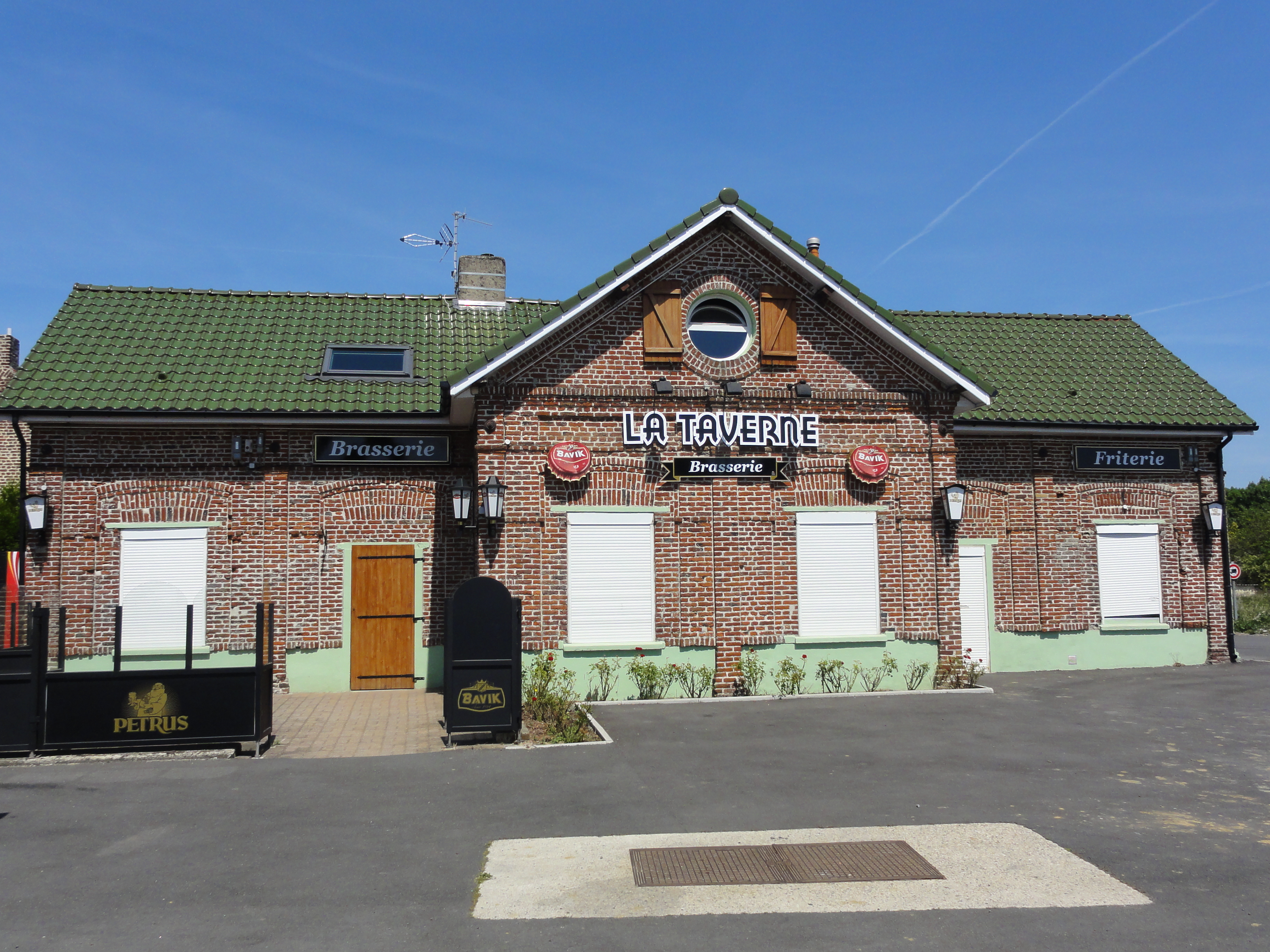
L'atelier.
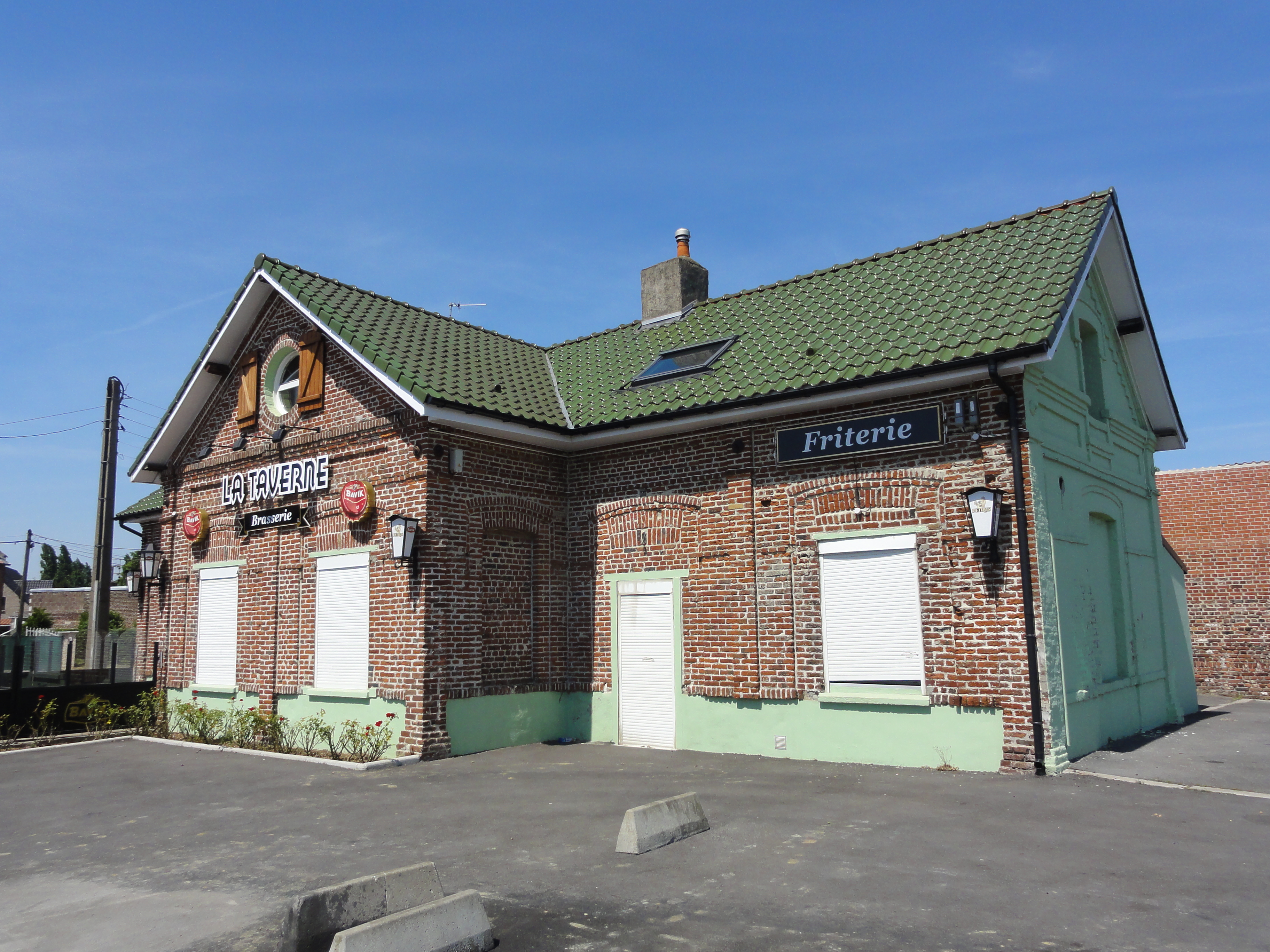
L'atelier.
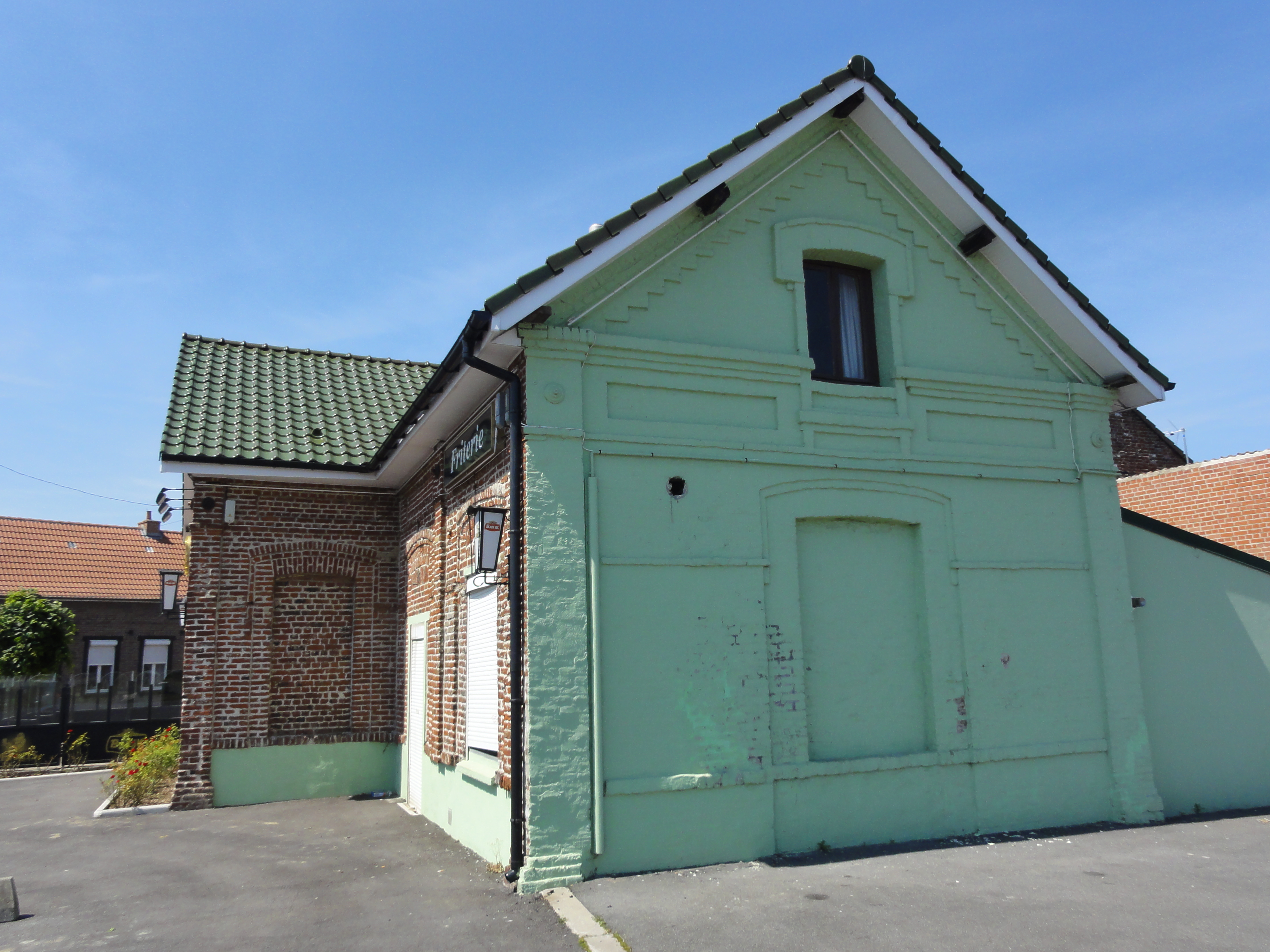
L'atelier.

## Le terril
Un terril a été édifié à proximité de la fosse, mais il a disparu avant l'inventaire des terrils datant de 1969, il n'est donc pas répertorié.